# Carl English
Carl Jerome English (St. John's, 2 februari 1981) is een voormalig Canadees basketbalspeler. Hij speelde professioneel basketbal van 2000 tot 2020.

## Carrière
Op 5-jarige leeftijd verloor hij zijn ouders door een brand in huis. Hij heeft vier broers van wie hij gescheiden werd sinds de dood van zijn ouders. Hij ging na dit ongeluk wonen bij zijn oom en tante in de afgelegen Newfoundlandse gemeenschap Patrick's Cove-Angels Cove. Het basketbal werd zijn uitlaatklep. Hij studeerde aan de Fatima Academy in de nabijgelegen gemeente St. Bride's en deed zijn laatste jaar middelbaar aan de St. Thomas Aquinas Catholic Secondary School in Oakville in de provincie Ontario.
Sinds 2000 speelde hij voor het Canadese team. Van 1999 tot 2003 speelde hij voor de Hawaii Rainbow Warriors, het team van de Universiteit van Hawaï in Manoa. Hij speelde kortstondig op proef in de NBA voor de Indiana Pacers (2003) en Seattle SuperSonics (2004). In de zomer van 2008 probeerde hij tevergeefs met het Canadese team een plek voor de Olympische Spelen van Peking af te dwingen. Voor het laatste speelde hij als shooting-guard voor de Spaanse club Asefa Estudiantes (2013).
Hij is getrouwd met zijn jeugdliefde Mandy English.

## Clubs
- 2003-2005 : Florida Flame
- 2005–2006 : Virtus Bologna
- 2006–2007 : Zadar
- 2007–2009 : CB Gran Canaria
- 2009–2010 : Caja Laboral
- 2010–2011 : DKV Joventut
- 2011–2012 : Cajasol Sevilla
- 2012–2013 : Asefa Estudiantes
- 2014 : CB 1939 Canarias
- 2014-2015 : AEK Athene BC
- 2016 : Caciques de Humacao
- 2016 : Alba Berlin